# Đẳng nha ba lá
Đẳng nha ba lá (danh pháp khoa học: Isodon ternifolius) là một loài thực vật có hoa trong họ Hoa môi. Loài này được (D.Don) Kudô mô tả khoa học đầu tiên năm 1929.